# Pahoroides
Pahoroides là một chi nhện trong họ Physoglenidae.

## Các loài
- Pahoroides aucklandica Fitzgerald & Sirvid, 2011
- Pahoroides balli Fitzgerald & Sirvid, 2011
- Pahoroides confusa Fitzgerald & Sirvid, 2011
- Pahoroides courti Forster, 1990
- Pahoroides forsteri Fitzgerald & Sirvid, 2011
- Pahoroides gallina Fitzgerald & Sirvid, 2011
- Pahoroides kohukohu Fitzgerald & Sirvid, 2011
- Pahoroides whangarei Forster, 1990

## Hình ảnh

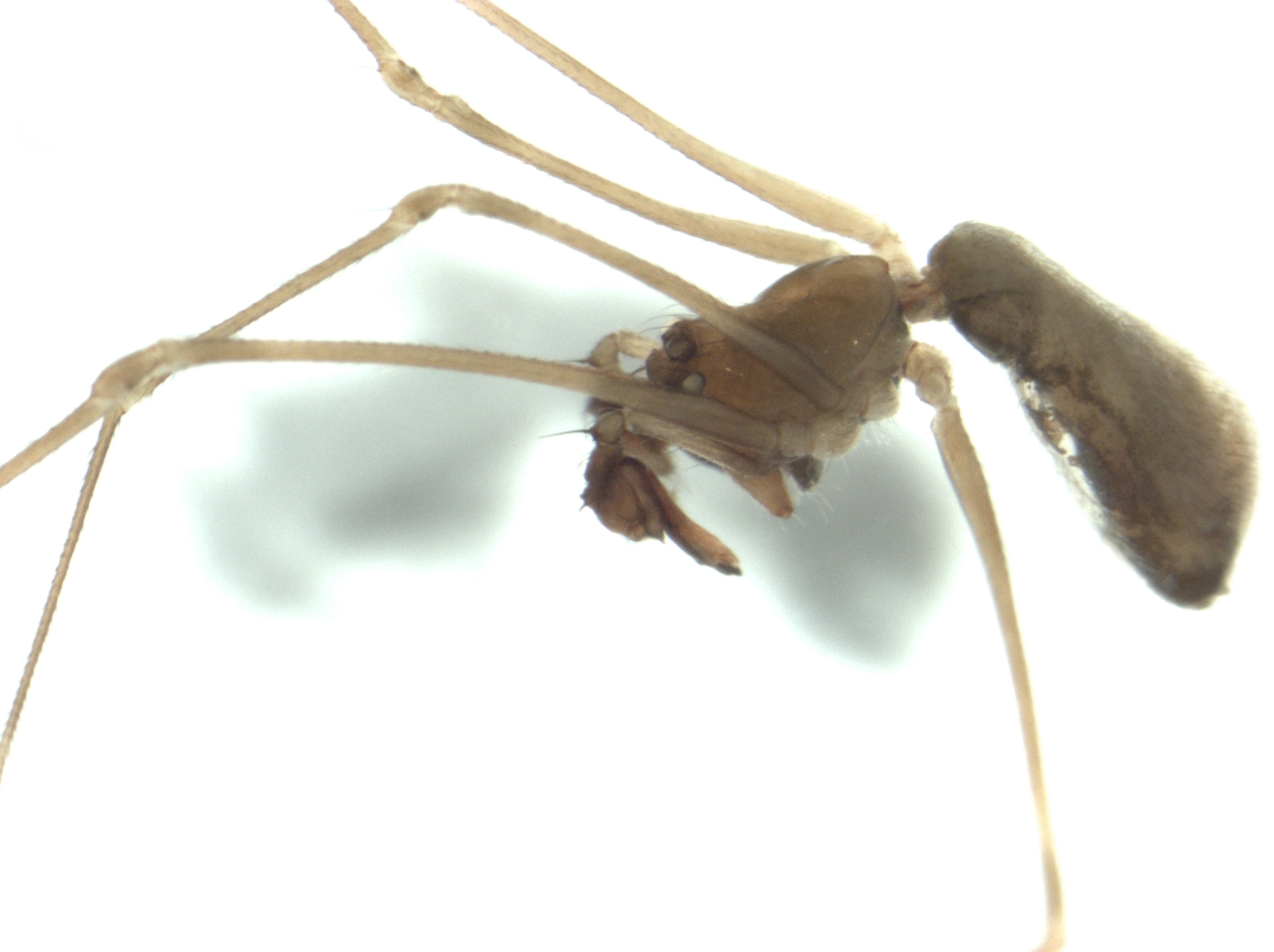